# Комбу, Сайлыкмаа Салчаковна
Комбу Сайлыкмаа Салчаковна (12 декабря 1960 года, село Бай-Тал, Бай-Тайгинский район, Тувинская АССР) — поэтесса, переводчик, литературовед, кандидат филологических наук.

## Биография
Родилась 12 декабря 1960 года в селе Бай-Тал Бай-Тайгинского района Тувинской АССР шестым ребёнком в многодетной семье сельского интеллигента. Окончила общеобразовательную школу в селе Тээли Бай-Тайгинского района, затем Кызылское медицинское училище(1979), филологический факультет Кызылского государственного педагогического института (1984), в 1999 году — очную аспирантуру Института мировой литературы имени А. М. Горького Российской Академии Наук. Защитила кандидатскую диссертацию на тему «Современная тувинская поэзия; система жанров». Работала заместителем директора по учебной части в сельских школах, научным сотрудником ТНИИЯЛИ, преподавателем кафедры Тувинской филологии Кызылского госпединститута.
Сайлыкмаа Комбу — автор нескольких поэтических сборников; «Ужук» (1990), «Сайдаяк» 81994), «Ийи эрик» (2000), на чувашском языке вышла книга «Сонетсем» (1999). В её переводе вышел и сборник древнекитайской лирики «Мэйhуа чечээ» (Цветок мэйхуа, 1993).
Переводила многие произведения мировой и русской литературы: Омара Хайяма, Рудаки, Сафпо, А. Пушкина, Н. Некрасова, С. Есенина, А. Ахматовой, М. Цветаевой, Б. Ахмадуиной. В её переводе выпущена книги на Тувинском языке Галины Принцевой (Кызыл) «Шаанак» («Береек», 2003), Турсынай Оросбаевой «Чайлагда дүн» («Ночь на джайлау», 2003) Она — руководитель литературного объединения «Алантос» с 2000 г. Ею составлен и выпущен сборник молодых поэтов «Алантос 1» (2005). Является также составителем и редактором многих сборников молодых авторов, вышедших в издательствах республики. Избиралась депутатом районного Совета.Член Союза писателей Республики Тыва (1991), Союза писателей Российской Федерации (1994), Союза журналистов Российской Федерации (2001).

## Награды и звания
- Премия им. Барыкаан (1991)
- Лауреат литературного конкурса молодых писателей (1998)
- Лауреат Общероссийской литературной премии имени А. Фадеева (2006)

## Основные публикации
1. Ужук: шүлүктер. — Кызыл: ТывНҮЧ, 1990.- 54 ар. Путеводная нить: стихи.
2. Сайдаяк: шүлүктер. — Кызыл: ТывНҮЧ, 1994. −32 ар. Сайдаяк: стихи.
3. Ийи эрик: шүлүктер, сонттер — Кызыл: ТывНҮЧ, 2000. — 55 ар. Два берега: стихи, сонеты.

На русском языке:
1. Сезон отцветания солнца: стихи / пер. на рус. яз.: В. Гордеева, С. Михайлова, Э. Цаллагаовой, И. Принцевой. — Кызыл: РИО ТГУ, 2003. — 48 с.

Переводы:
1. Мэйhуа чечээ: Кыдат лирика / Очул. С. Комбу; ред. М. Сенгин. — Кызыл: ТывНҮЧ, 1993. — 96 ар. Цветок мэйhуа: китайская лирика.